# 韦斯 (诗人)

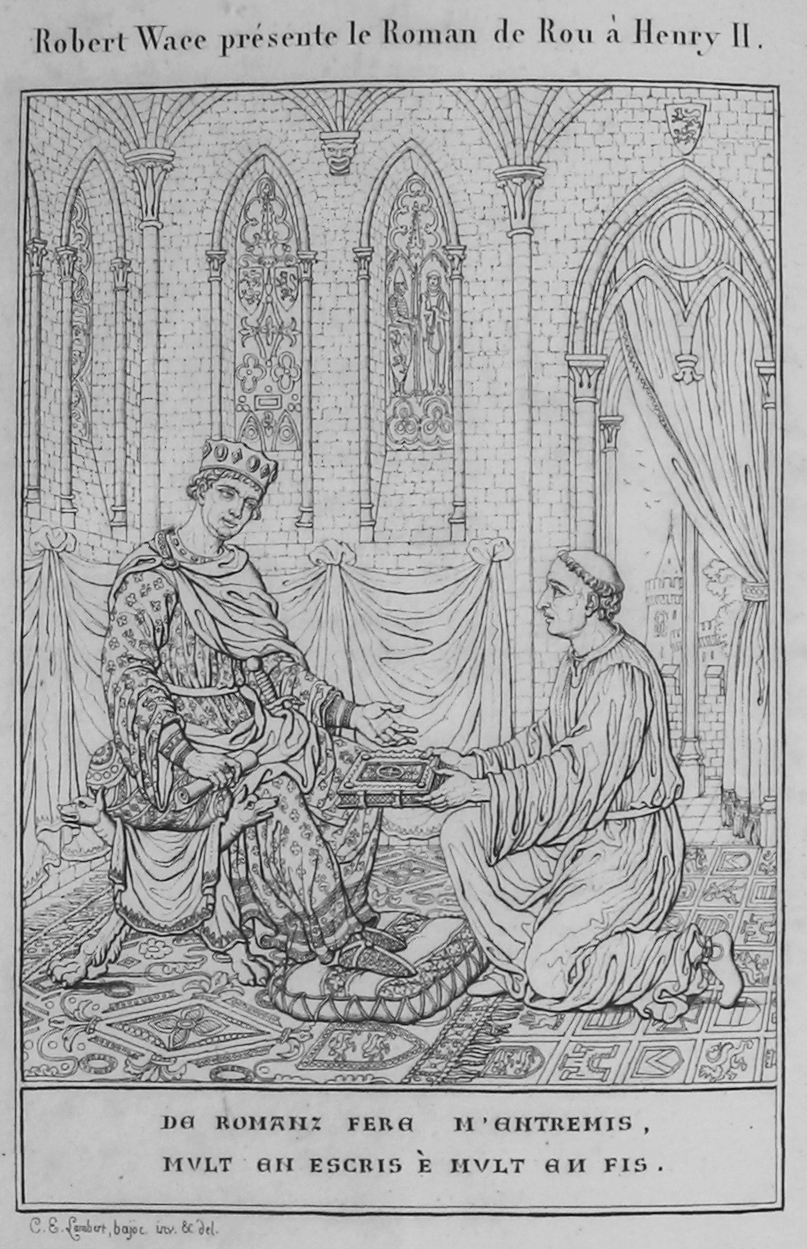
献《罗洛传奇》于亨利二世的韦斯，1824年插画

韦斯（英語：Wace，约1115年—1174年后），诺曼诗人，生于泽西，在诺曼底长大，曾任巴约的咏祷司铎，知名作品有古诺曼语作品《布鲁特传奇》和《罗洛的传奇》。